# Hauskirchen
Hauskirchen je obec v Rakousku ve spolkové zemi Dolní Rakousy v okrese Gänserndorf.

## Geografie

### Geografická poloha
Hauskirchen se nachází ve spolkové zemi Dolní Rakousy v regionu Weinviertel. Rozloha území obce činí 22,08 km², z nichž 4 % jsou zalesněná.

### Části obce
Území obce Hauskirchen se skládá ze tří částí (v závorce uveden počet obyvatel k 1. 1. 2017):
- Hauskirchen (582)
- Prinzendorf an der Zaya (498)
- Rannersdorf an der Zaya (154)

### Sousední obce
- na severu: Großkrut
- na východě: Neusiedl an der Zaya
- na jihu: Zistersdorf
- na západě: Wilfersdorf

## Politika

### Obecní zastupitelstvo
Obecní zastupitelstvo se skládá ze 19 členů. Od komunálních voleb v roce 2015 zastávají následující strany tyto mandáty:
- 16 ÖVP
- 3 SPÖ

### Starosta
Nynějším starostou obce Hauskirchen je Helmut Arzt ze strany ÖVP.